# Gare du parc de Montsouris
Gare du parc de Montsouris je zrušená železniční stanice v Paříži ve 13. obvodu. Nádraží bylo v provozu v letech 1867–1934. Budova se nachází na adrese 78, rue de l'Amiral-Mouchez.

## Lokace
Nádraží se nachází na kilometru 15,780 linky zrušené tratě Petite Ceinture. Leželo mezi stanicemi Montrouge-Ceinture a Maison-Blanche.

## Historie
Nádraží bylo pro cestující otevřeno 25. února 1867 pod názvem „La Glacière-Gentilly“. V roce 1900 bylo přejmenováno na „Parc de Montsouris“ podle nedalekého parku. Tak jako celá linka bylo i nádraží uzavřeno pro osobní přepravu 23. července 1934.